# جيف سكينر
جيف سكينر هو لاعب هوكي الجليد كندي، ولد في 16 مايو 1992 في ماركام في كندا.

## وصلات خارجية
- جيف سكينر على موقع دوري الهوكي الوطني (الإنجليزية)
- جيف سكينر على موقع قاعة مشاهير الهوكي (لاعب أن.إتش.أل) (الإنجليزية)
- جيف سكينر على موقع EliteProspects.com (الإنجليزية)
- جيف سكينر على موقع Eurohockey.com (الإنجليزية)
- جيف سكينر على موقع HockeyDB.com (الإنجليزية)
- جيف سكينر على موقع Hockey-Reference.com (الإنجليزية)